# Alvar Aalto
Hugo Alvar Henrik Aalto (3. února 1898 Kuortane – 11. května 1976 Helsinky) byl finský architekt, urbanista a    designér, představitel evropského modernismu 20. století. Navrhl více než 500 budov v 18 zemích světa, kterým vtiskl finskou identitu. V jeho díle se prolíná funkcionalismus s organickým designem inspirovaným přírodou.  Mezi jeho díla patří například univerzita v městě Jyväskylä, Hala Finlandia v Helsinkách, Art museum v Aalborgu v Dánsku či kulturní dům v německém Wolfsburgu. Z oblasti užitého umění jsou nejznámější jeho vázy Savoy či nábytek a svítidla pro značku Artek, především stoličky  Stool 60 z ohýbané překližky.

## Život

### Studium a začátek kariéry
Narodil se v malém městečku Kuortane v provincii Jižní Pohjanmaa. Byl nejstarším ze tří bratrů v běžné středostavovské rodině. Otec pracoval jako zeměměřič. Značnou část svého života prožil ve finském městečku Jyväskylä, kam se rodina přestěhovala, když mu bylo pět let. V roce 1916 odešel do Helsinek studovat architekturu  na Technickou univerzitu.  Jeho studia byla přerušena finskou občanskou válkou, ve které bojoval. Absolvoval v roce 1921 a následující dva roky cestoval po Evropě. V roce 1923 si v Jyväskylä otevřel architektonickou kancelář. V roce 1924 se oženil s architektkou Aino Marsio, která se stala jeho spolupracovnicí a podporovatelkou. Tolerovala jeho bohémský život i občasné styky s jinými ženami. Měli spolu dvě děti. Manželka zemřela na rakovinu v roce 1949.
Roku 1927 Aalto vyhrál soutěž na projekt rolnického domu a přestěhoval se do Turku, kde si otevřel kancelář spolu s architektem Erikem Bryggmanem.  K sedmistému výročí města Turku spolu navrhli roku 1929 výstavní centrum Fair. V roce 1928 se při cestách do zahraničí seznámil s Le Corbusierem,  Sigfriedem Giedionem, Fernandem Légerem a László Moholy-Nagyem, od nichž převzal nové myšlenky, které realizoval ve svých projektech. Jeho nejvýznamnějším  návrhem z tohoto období je sanatorium v  Paimiu. Spolupracoval na něm se svou manželkou Aino Marsio, která měla velký podíl i na jeho příklonu k nábytkovému designu. Vyznačovali se snahou o holistický design, ve kterém se architektura budovy a vnitřní prostory – osvětlení, nábytek, textilie a venkovní prostory prolínají téměř hladce v jeden celek.

### Helsinki a USA
V roce 1933 odešel do Helsinek. V roce 1935 společně s přítelem, historikem umění Nilsem-Gustavem Hahlem a sběratelkou umění Marií Gullichsenovou založili firmu Artek. Byla zaměřena na výrobu a prodej cenově dostupného a zároveň umělecky dokonalého nábytku z finského dřeva, svítidel a textilií.  Na podzim 1936 se s rodinou přestěhoval do nového domu ve čtvrti Munkkiniemi, který vybudoval podle vlastního projektu. Pro manžele Gullichsenovy  v letech 1937– 1939 navrhl Villu Mairea, jeden z nejvýznamnějších moderních soukromých domů.  Pro značku Iittala navrhl v roce 1936 skleněnou vázu Savoy, která byla poprvé s úspěchem prezentována na veletrhu v Paříži v roce 1937. Design vycházející z okolní přírody se stal Aaltovou obchodní značkou.
V roce  1938 přijel do Spojených států, kde  projektoval pavilon světové výstavy v New Yorku. V USA působil až do roku 1948 jako hostující profesor na Massachusettském technologickém institutu.  Během této doby absolvoval několik dlouhých cest do Finska. Po rusko-finské válce byl Aalto postaven do čela úřadu, který měl řídit obnovu poničených měst. K jeho hlavním úkolům patřila obnova válkou zcela zdevastovaného města Rovaniemi, ale také výstavba úplně nových měst, například Säynätsalo.  Byl v kontaktu s pokrokovými  architekty v zahraničí a zúčastňoval se kongresů CIAM. 

### Poválečné období

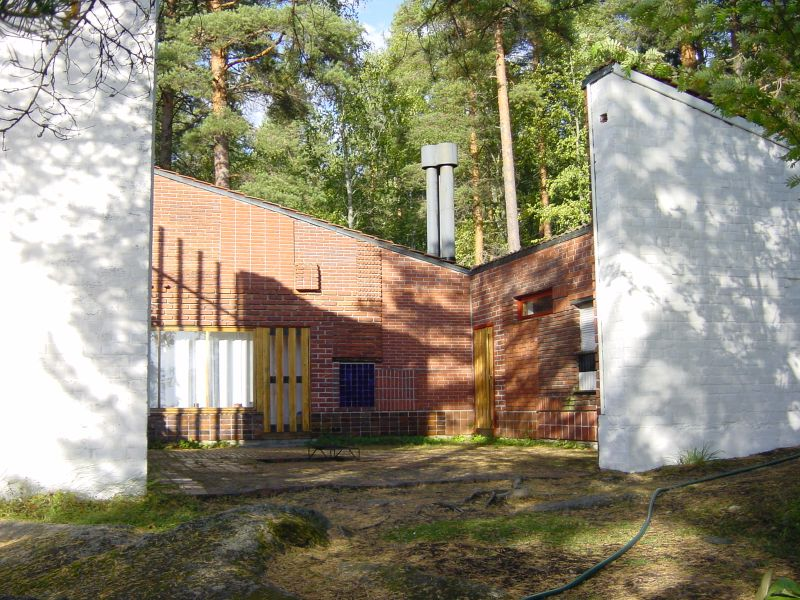
Experimentální dům Muuratsalo

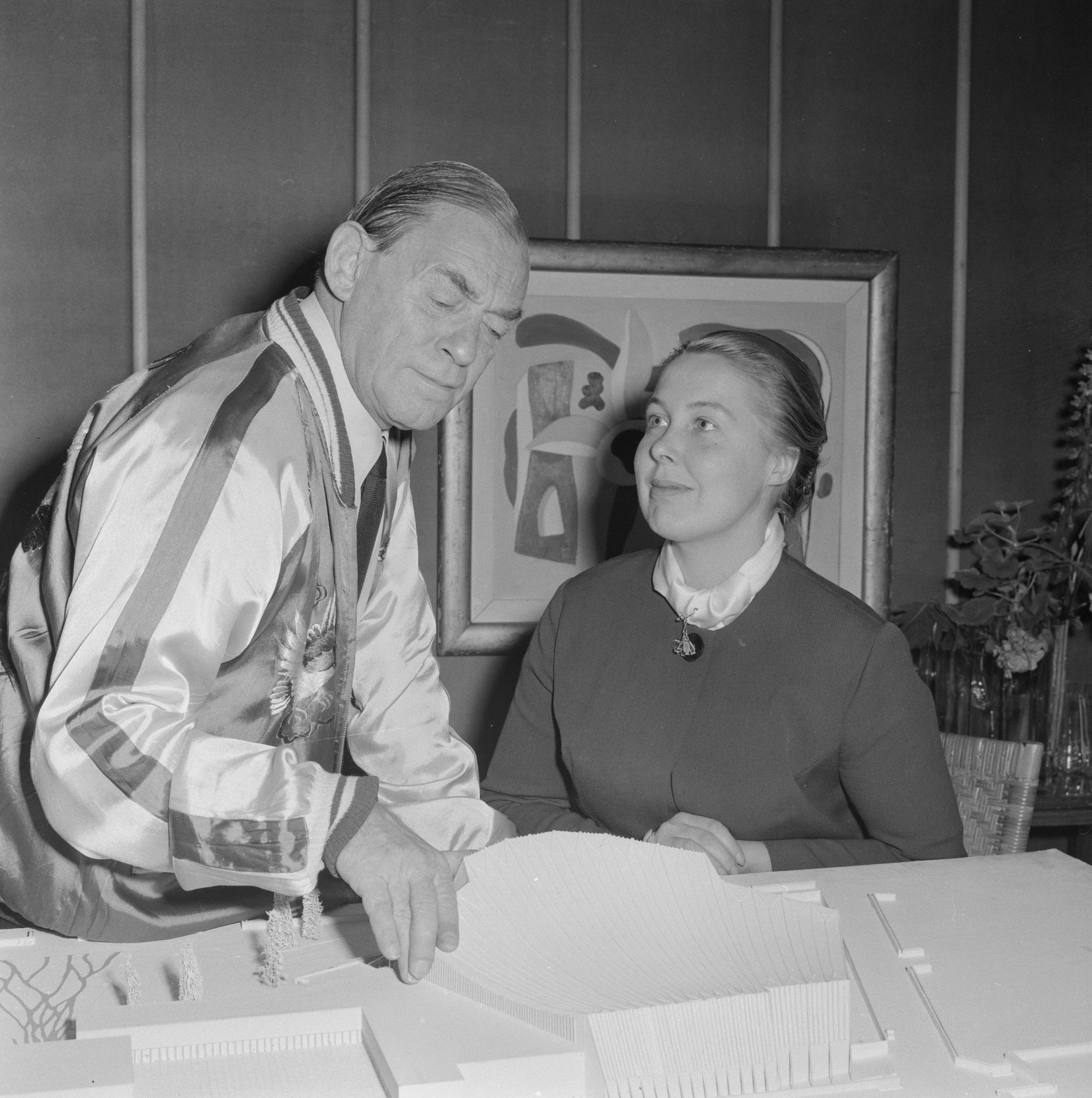
Alvar Aalto s manželkou Elissou (1956)

V roce 1952 se oženil s architektkou Elsou Kaisou (Elissa) Mäkiniemi, která navrhovala interiéry pro jeho stavby. Jejich společným dílem se stal experimentální dům v Muuratsalo, letní rezidence s atelierem uprostřed přírody. Aalto se tam zabýval vývojem nových materiálů a experimenty se stavebními prvky.  Výsledkem byla speciálně tvarovaná cihla, kterou použil pro stavbu Helsinského kulturního domu. 
Od 50. let 20. století se Aalto jako architekt prosadil i v zahraničí, podle jeho projektů vznikly stavby   v Německu, Dánsku, na Islandu i ve Francii. Kromě velkých realizací navrhoval i soukromé domy, z nichž nejznámější je Maison Carrée v Bazoches-sur-Guyonne u Paříže. Postavil i šest kostelů, z nich největší a nejpropracovanější je luteránský kostel Tří křížů Vuokseniska v Imatře. Koncem padesátých let, kdy nastupovala nová vlna racionalismu, byl Aalto mladou generací architektů obviňován z elitářství. Tuto kritiku velmi těžce nesl a v roce 1958 se vzdal funkce předsedy asociace finských architektů, kterou vykonával 15 let. Stáhl se z veřejného života a soustředil se na projektování výstavby center měst  Seinäjoki a Rovaniemi.  Jedním z jeho nejznámějších děl posledního období je kongresové centrum Finlandia v Helsinkách.  
V letech 1963–1968 byl prezidentem Finské akademie věd. Věnoval se i filozofii, sochařství a malířství.  Spolu s manželkou Elissou hodně cestovali, pravidelně  jezdili do Švýcarska a Itálie. Aalto byl velký milovník přírody, rád lyžoval a plaval.
Alvar Aalto zemřel 11. května 1976 ve věku 78 let.  Je pohřben na hřbitově Hietaniemi v Helsinkách. Elissa Aaltová, která vedla jeho kancelář až do roku 1994, sama dokončila několik jeho rozpracovaných projektů.

## Památka

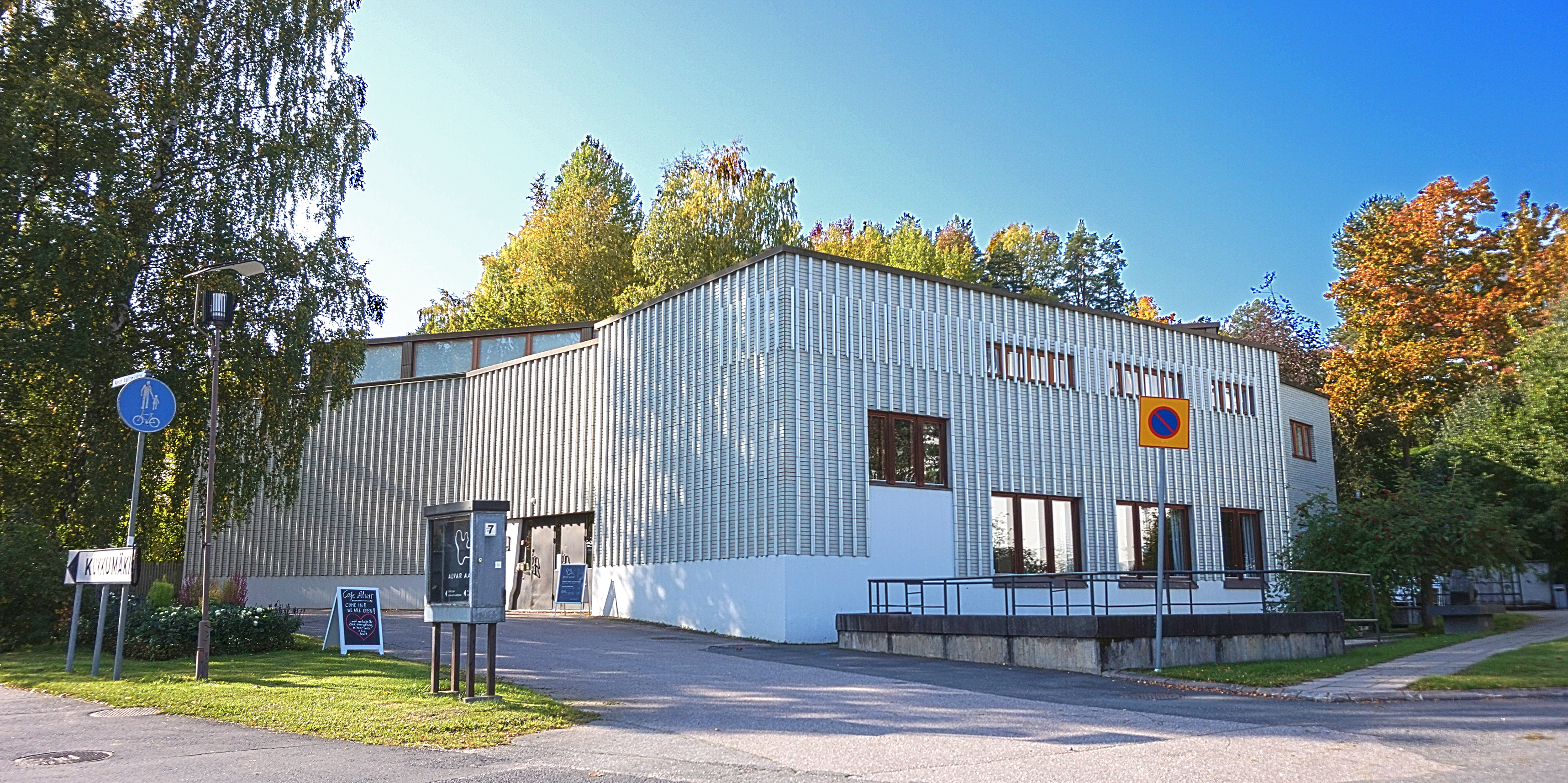
muzeum Alvara Aalta v Jyväskylä

Jeho památku připomíná muzeum v Jyväskylä, pro které Aalto vyprojektoval dvě budovy v roce 1973. Veřejnosti přístupné jsou další budovy, v nichž Aalto žil a pracoval
- experimentální dům Muuratsalo, letní rezidence s atelierem a laboratoří
- Villa Aalto v Munkkiniemi, soukromý dům jeho rodiny z roku 1936
- Studio Aalto v Munkkiniemi, ateliér Aaltovy architektonické kanceláře navržený v letech 1955–1956

## Dílo

### Architektura
Aaltův styl prošel během jeho kariéry celou řadou etap. Od severského klasicismu inspirovaného Gunnarem Asplundem přes funkcionalismus a evropský modernismus dospěl k integrované architektuře, stávající se součástí okolní krajiny a využívající kvalit přírodních materiálů (kámen, cihla, dřevo). V  poválečném období pracoval na rozsáhlejších komplexech budov a urbanistických projektech až po období monumentální architektury.  Jedním z hlavních principů jeho tvorby bylo harmonické spojení architektury s okolním prostředím. 
Věnoval se také urbanistickým projektům velkých stavebních celků (1940 projekt experimentálního města, 1943 plán nového centra v Oulu).

#### Významné stavby
- tuberkulózní sanatorium v Paimiu, 1929–1933
- městská knihovna ve Viipuri (Vyborg), 1933–1935
- Villa Mairea v Noormarkku, 1938–1939
- finský pavilon na světové výstavě v New Yorku, 1939
- radnice v Säynätsalu (od roku 1993 součást města Jyväskylä), 1949–1951
- dům kultury v Helsinkách, 1952–1960
- Kostel tří křížů (finsky: Kolme Ristiä), Vuoksenniska, Imatra, 1955

- Maison Carré, Bazoches-sur-Guyonne (v destinaci Paříž), Francie, 1956
- kulturní dům ve Wolfsburgu, Německo, 1958
- Helsinská technická univerzita v Espoo, 1949–1974
- Finlandia-talo (kongresové a kulturní centrum) v Helsinkách, 1962–1975

## Galerie staveb

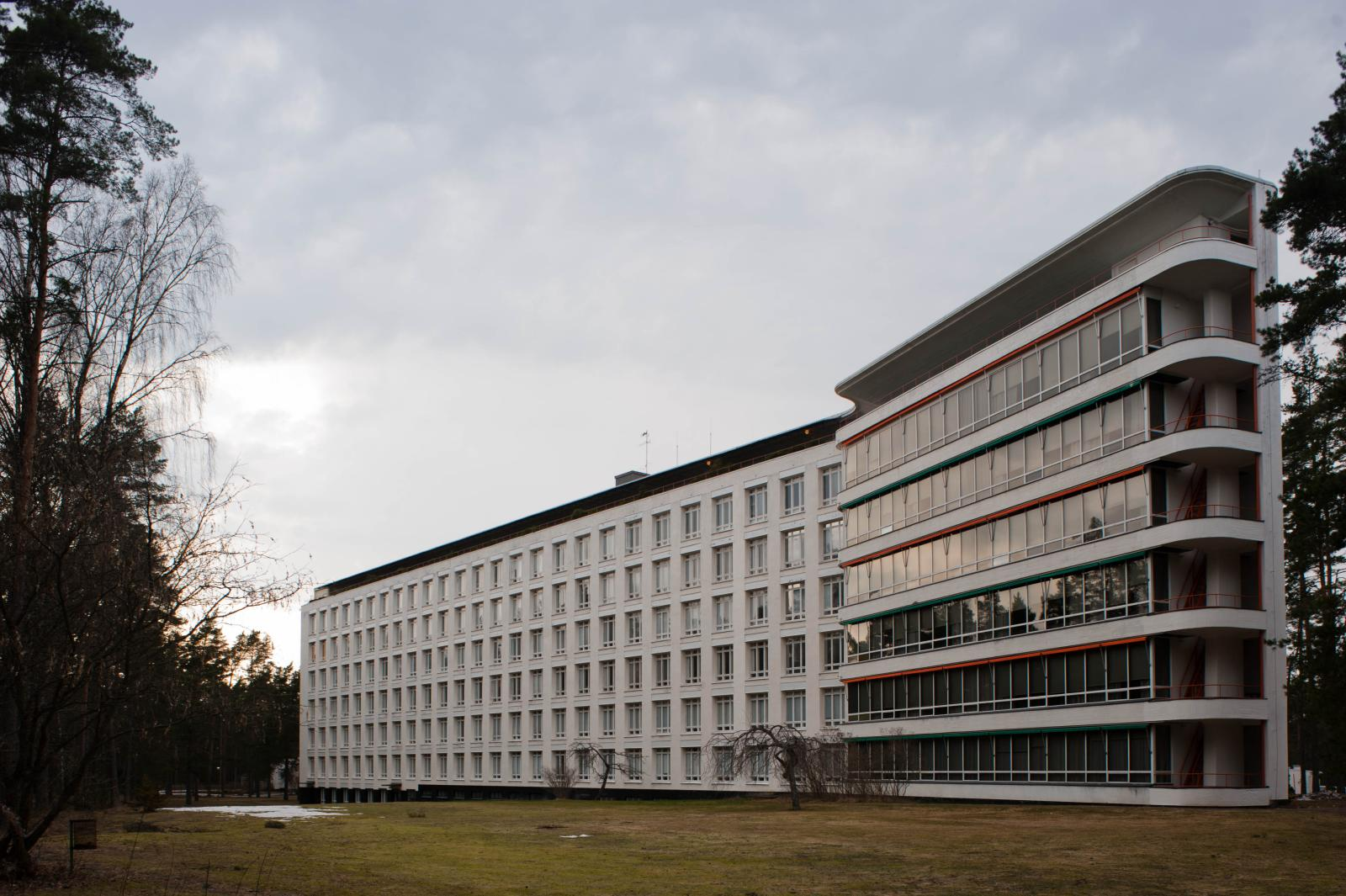
sanatorium Paimio
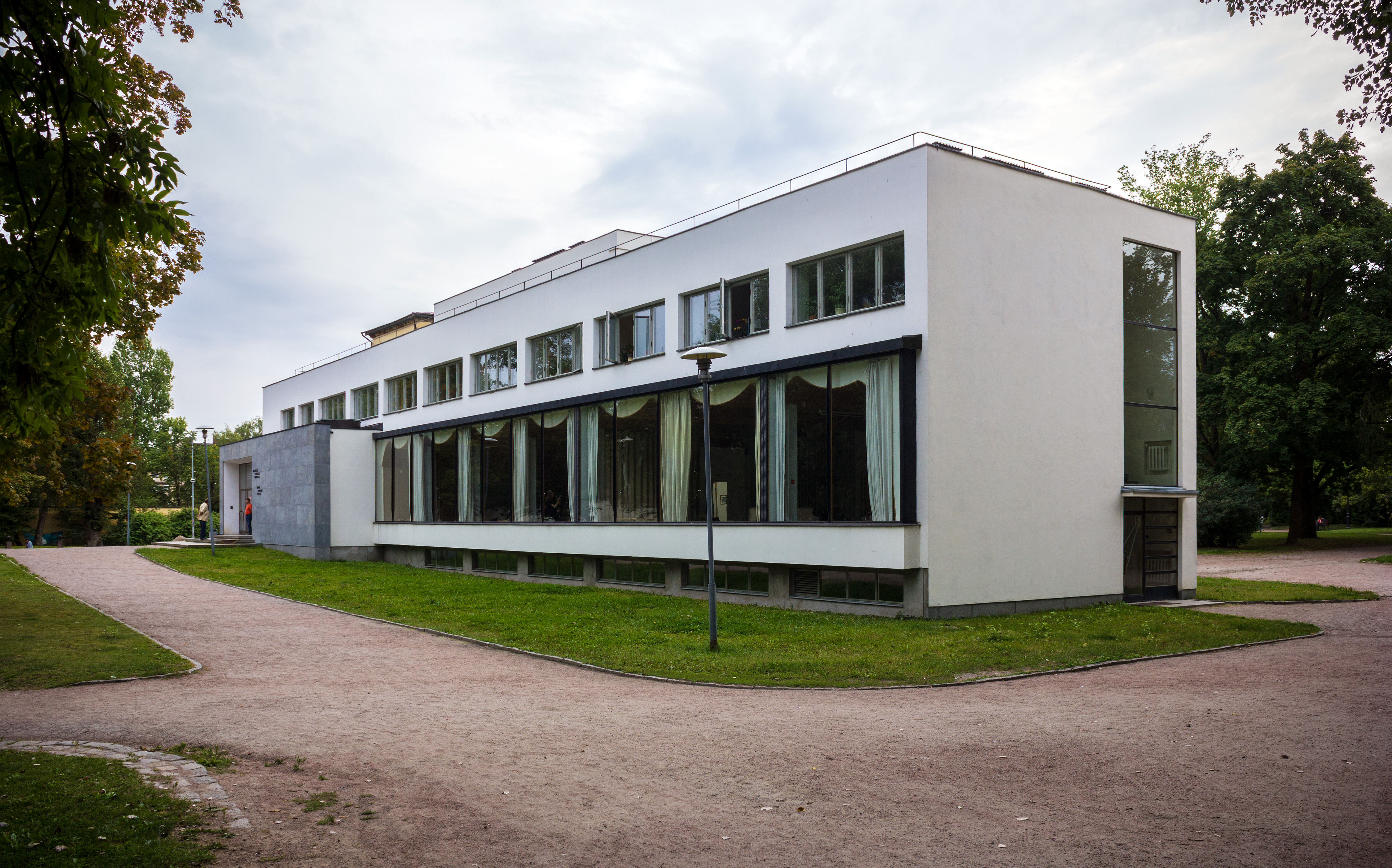
knihovna ve Viipuri (Vyborg)
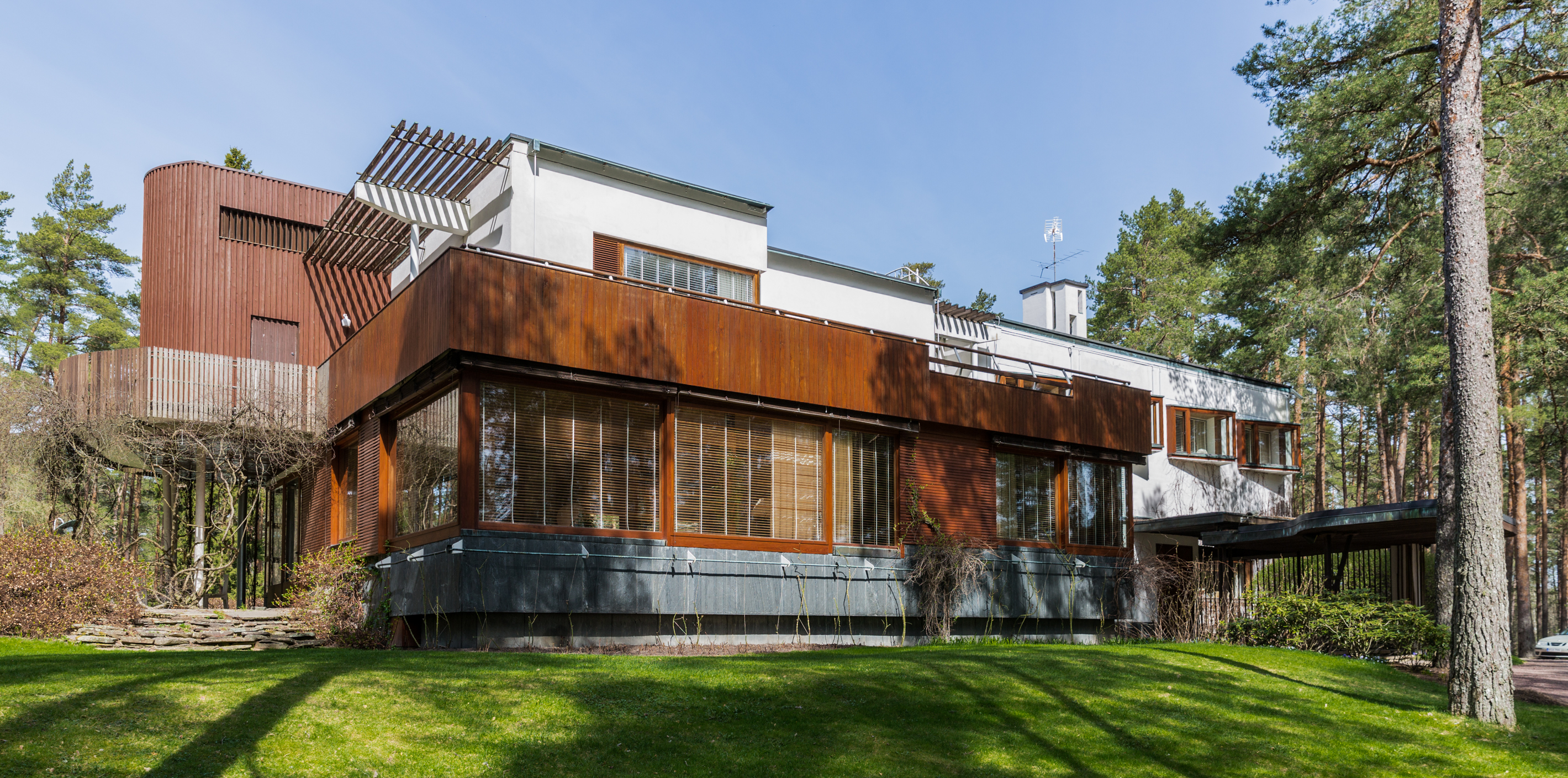
villa Mairea v Noormarkku
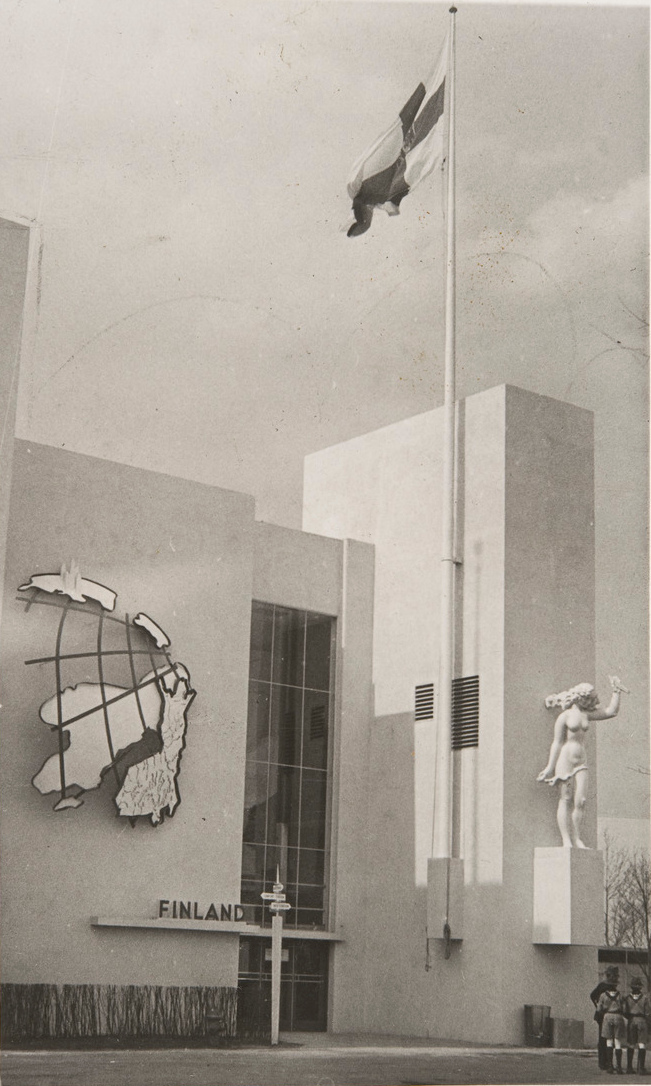
Finský pavilon na Expu 1939 v New Yorku
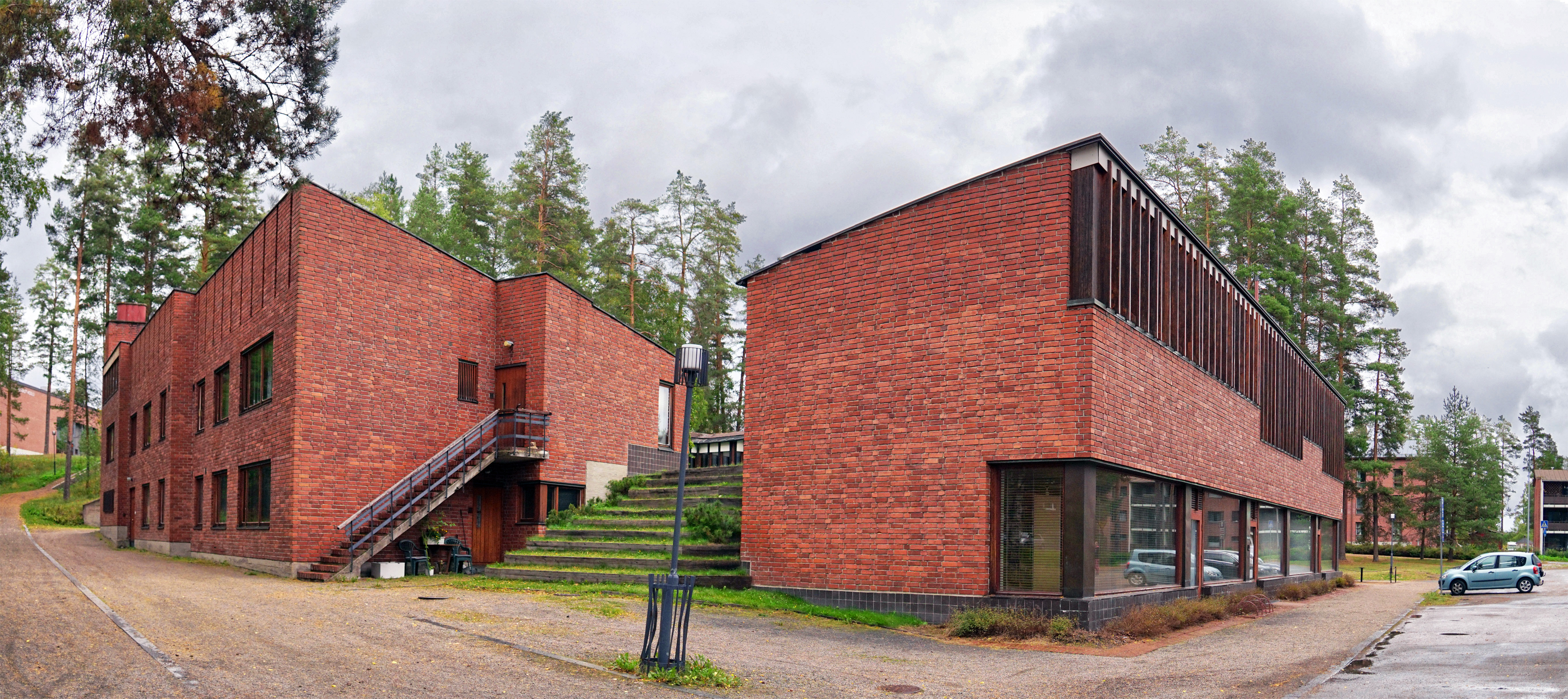
radnice v Säynätsalon
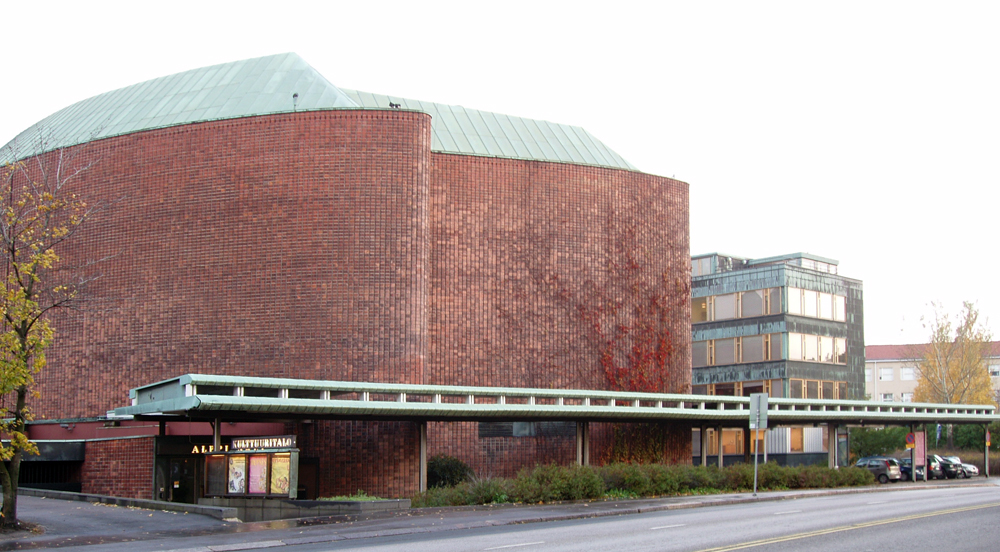
dům kultury v Helsinkách
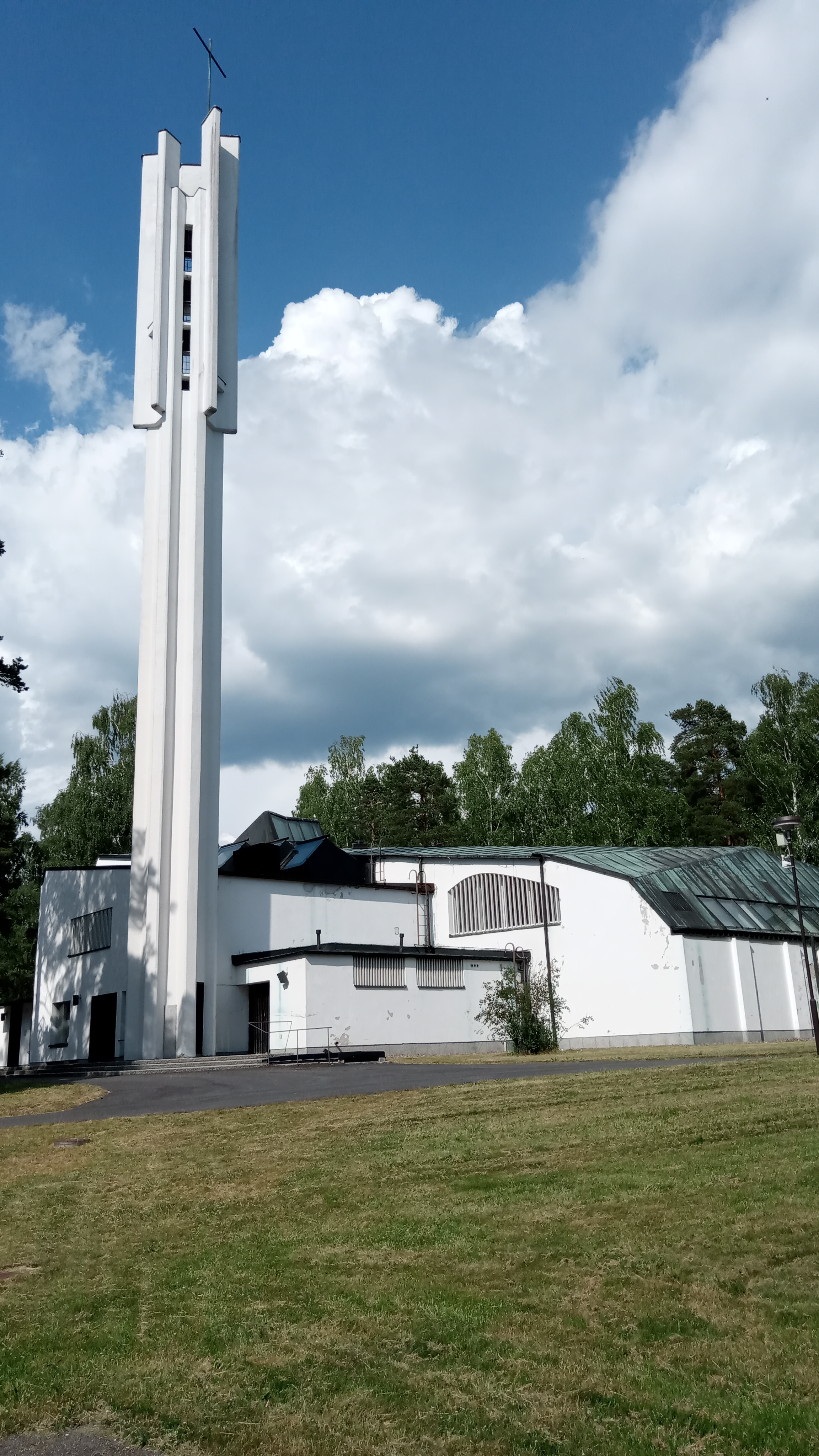
kostel Tří křížů, Vuoksenniska
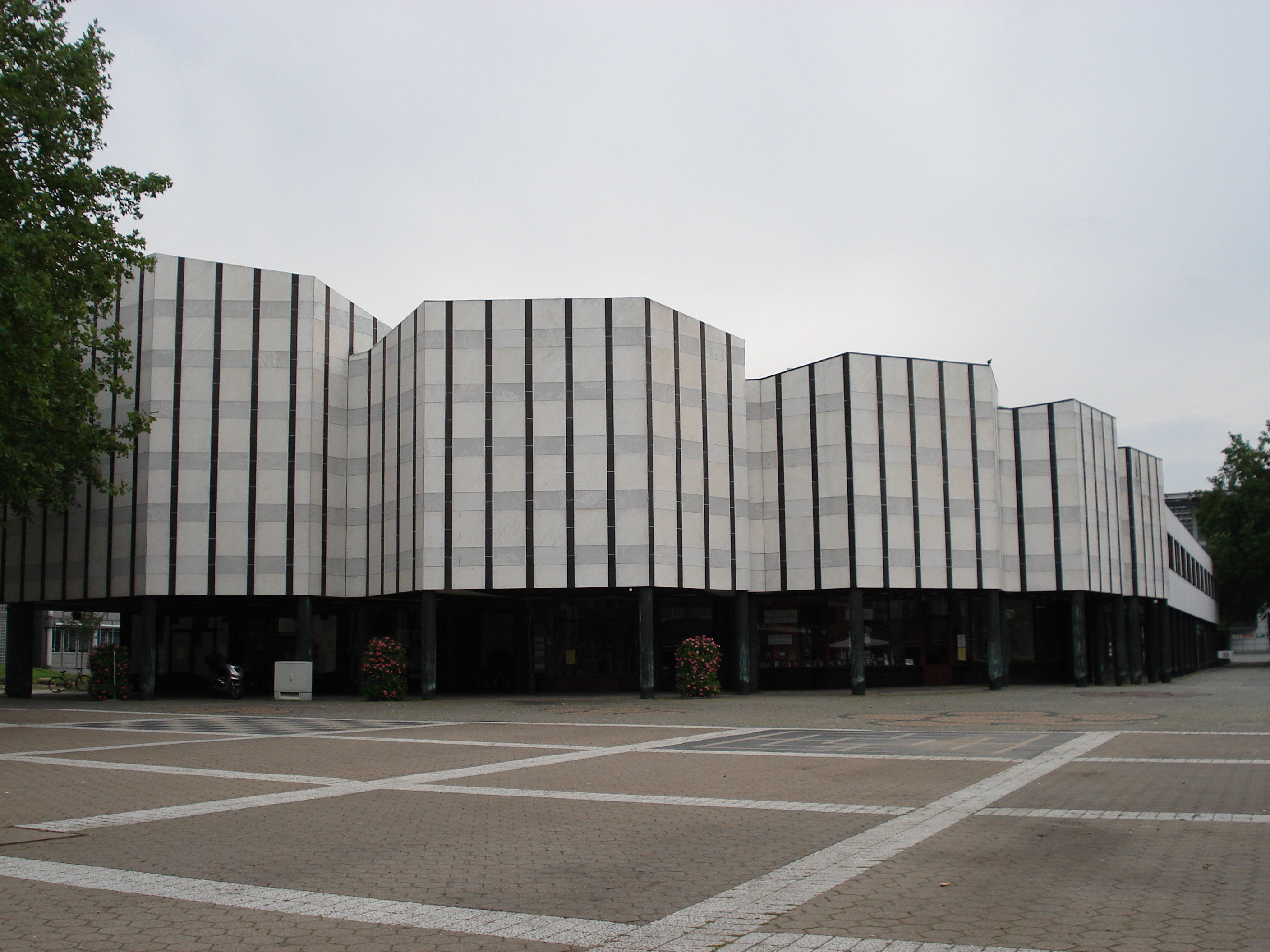
kulturní dům ve Wolfsburgu (Německo)
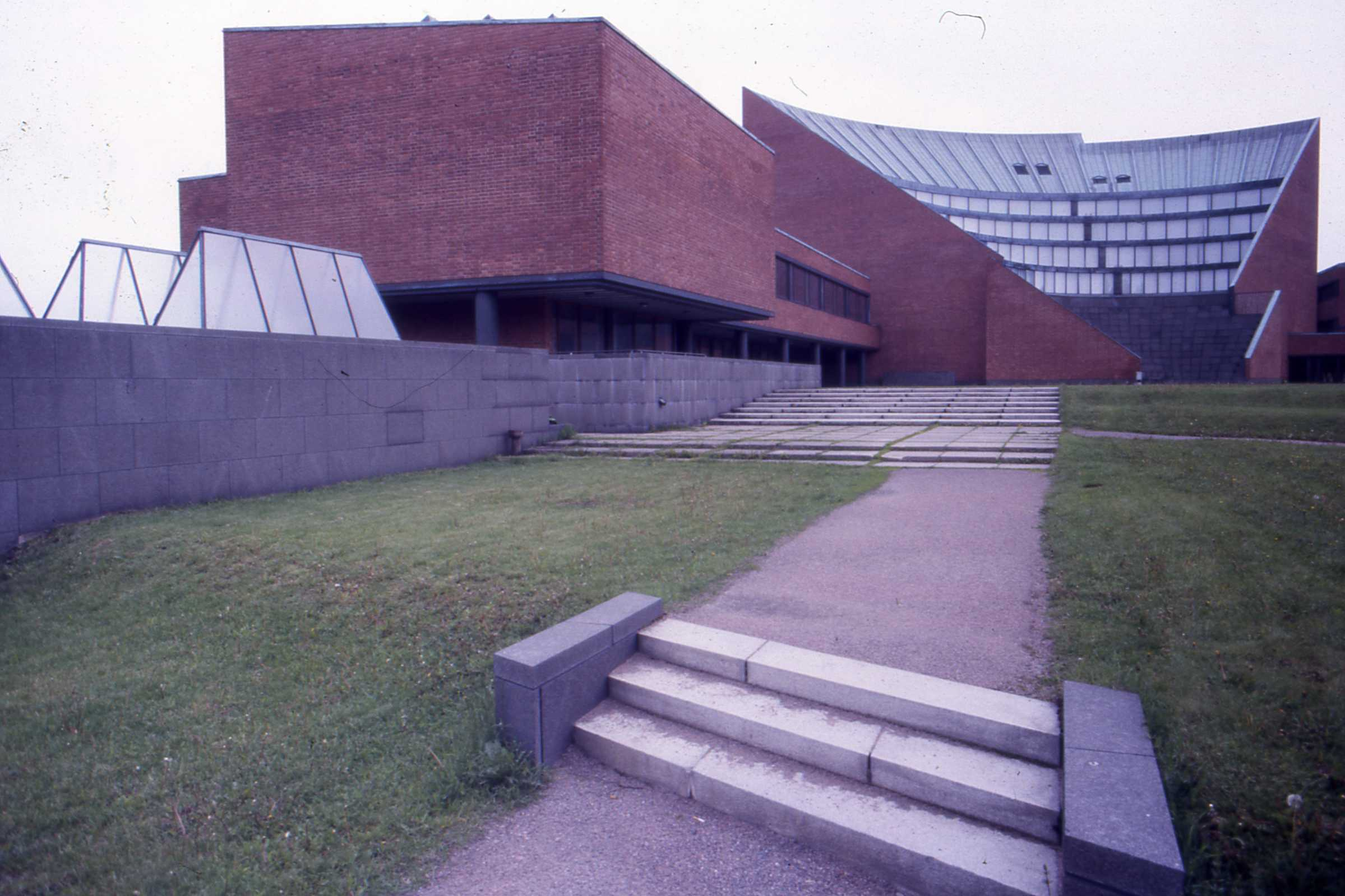
Technická universita v Espoo, Helsinky
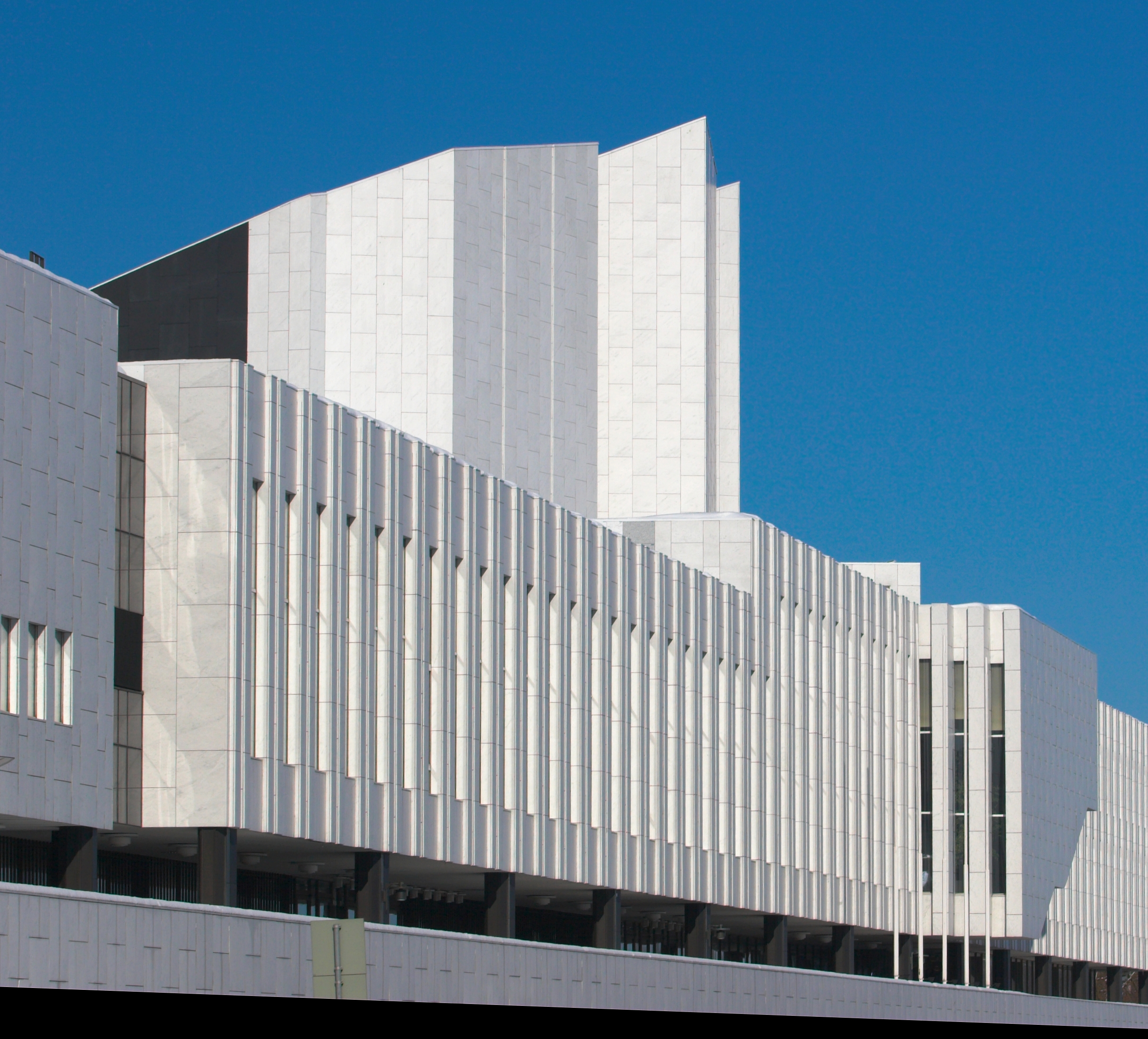
Finlandia-Talo v Helsinkách
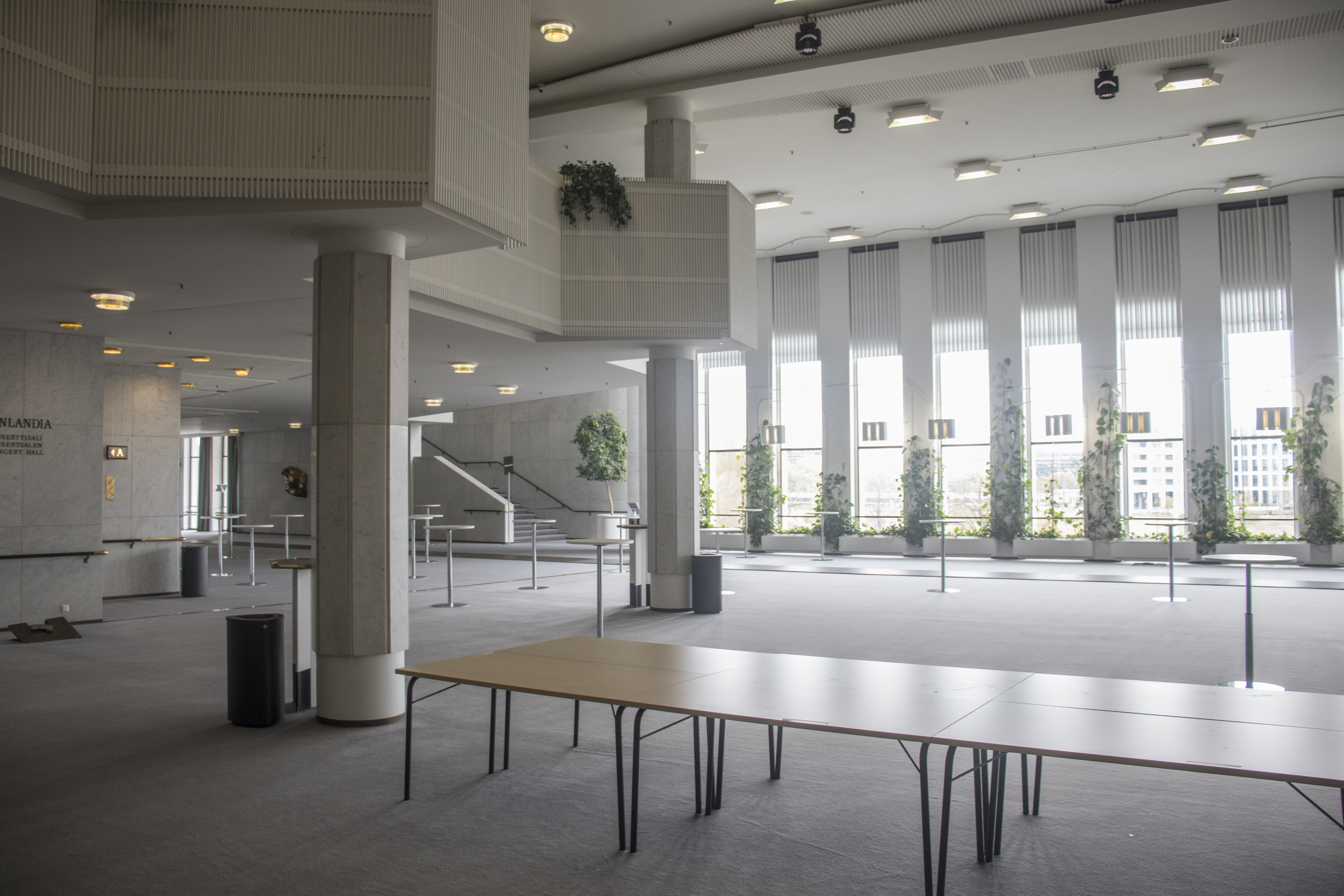
interiér hlavní haly Finlandia

### Design
Aalto navrhoval také interiéry pro své stavby. Společně se svou první  manželkou Aino se rozhodli navrhnout převážnou část nábytku a svítidel pro sanatorium Paimio. Později  založili firmu Artek (Art&Technology)), značku nábytku, pomocí kterého se snažili také rozšiřovat povědomí o moderní kultuře bydlení. Inspirovala ho hlavně příroda,  používal dřevo, ať už  březové, bukové nebo vrstvenou překližku. Experimentoval s ohýbanými překližkovými židlemi a stoličkami a vytvořil dnes již ikonické modely, používané po celém světě. Aalto jako první použil konzolový princip při výrobě židlí ze dřeva. Kromě nábytku navrhoval i svítidla a vázy.

#### Nejznámější výrobky
- křeslo Paimio (1931–32) – konzolová židle pro pacienty sanatoria v  Paimiu je navržena z ohýbané překližky a vrstveného dřeva, aby pro pacienty sanatoria byla co nejpohodlnější a mohli lépe dýchat.
- stohovací stolička model  60 (1933) – jednoduchá  stolička na třech ohnutých nohách (masivní bříza) a kulatém sedadle (březová překližka, linoleum).  Nohy díky svému tvaru nesou název L-leg. Staly se charakteristickým rysem nábytku navrženého Alvarem Aaltem.
- křeslo Armchair 400 (1936) – zvané Tank má široký rám z ohýbaného dřeva a robustní čalouněné sedadlo. Následovaly další modely na obdobném principu.
- váza Savoy (1936) – z foukaného skla různých odstínů, jejíž podoba byla inspirována koženými kalhotami eskymáckých žen. Byla vyrobena pro soutěž pořádanou sklářskou továrnou Karhula-Iittala, která byla následující rok představena na mezinárodní výstavě v Paříži a poté byla použita k výzdobě hotelu Savoy v Helsinkách.
- závěsná lampa A110 Hand Grenade (1952) – označení získala díky typickému tvaru připomínajícímu ruční granát. Závěsná lampa je vytvořena z lakované oceli s perforovaným mosazným proužkem, který vytváří zajímavý efekt při průniku světla.

## Galerie designu

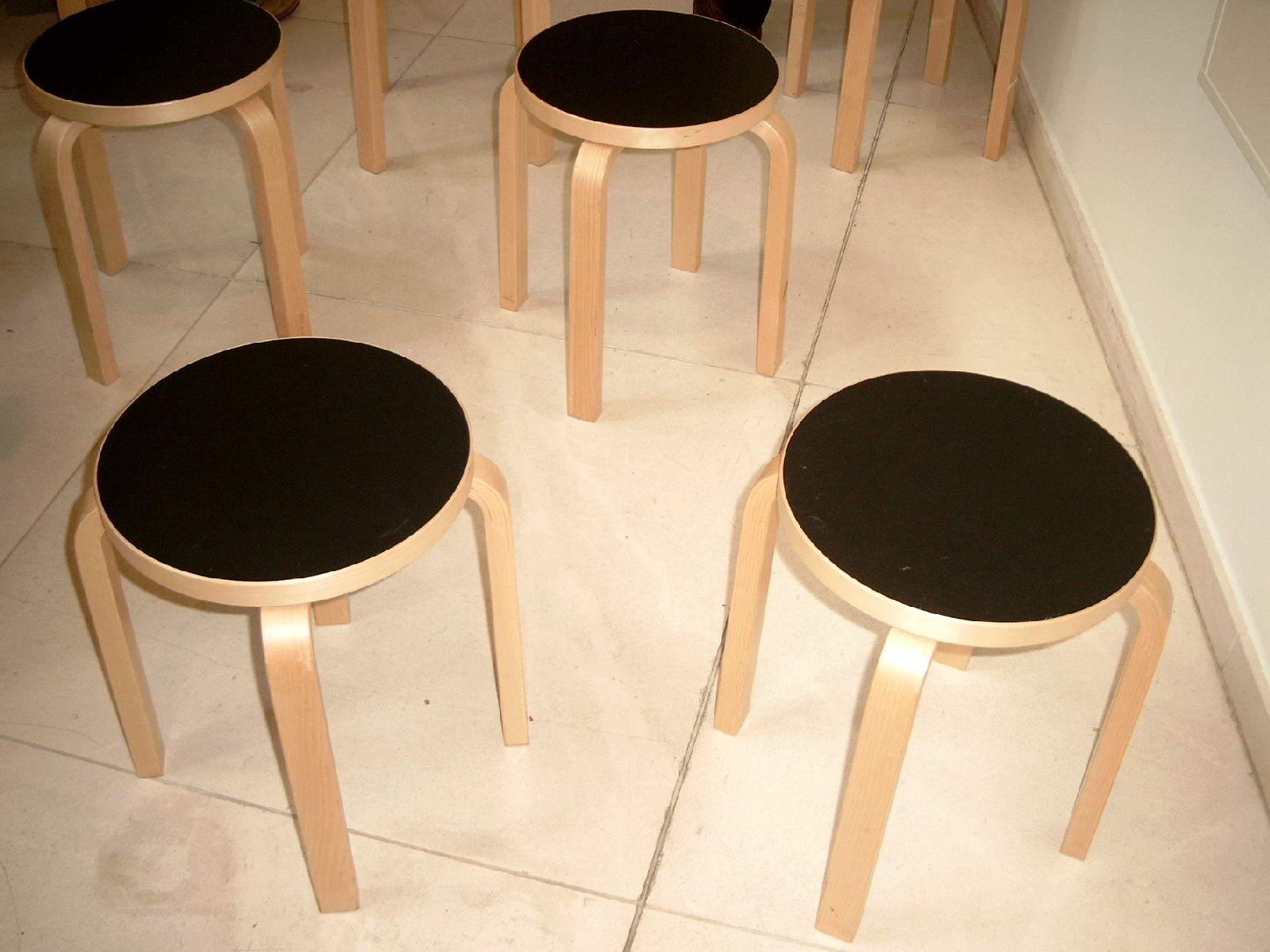
stohovací stoličky 60
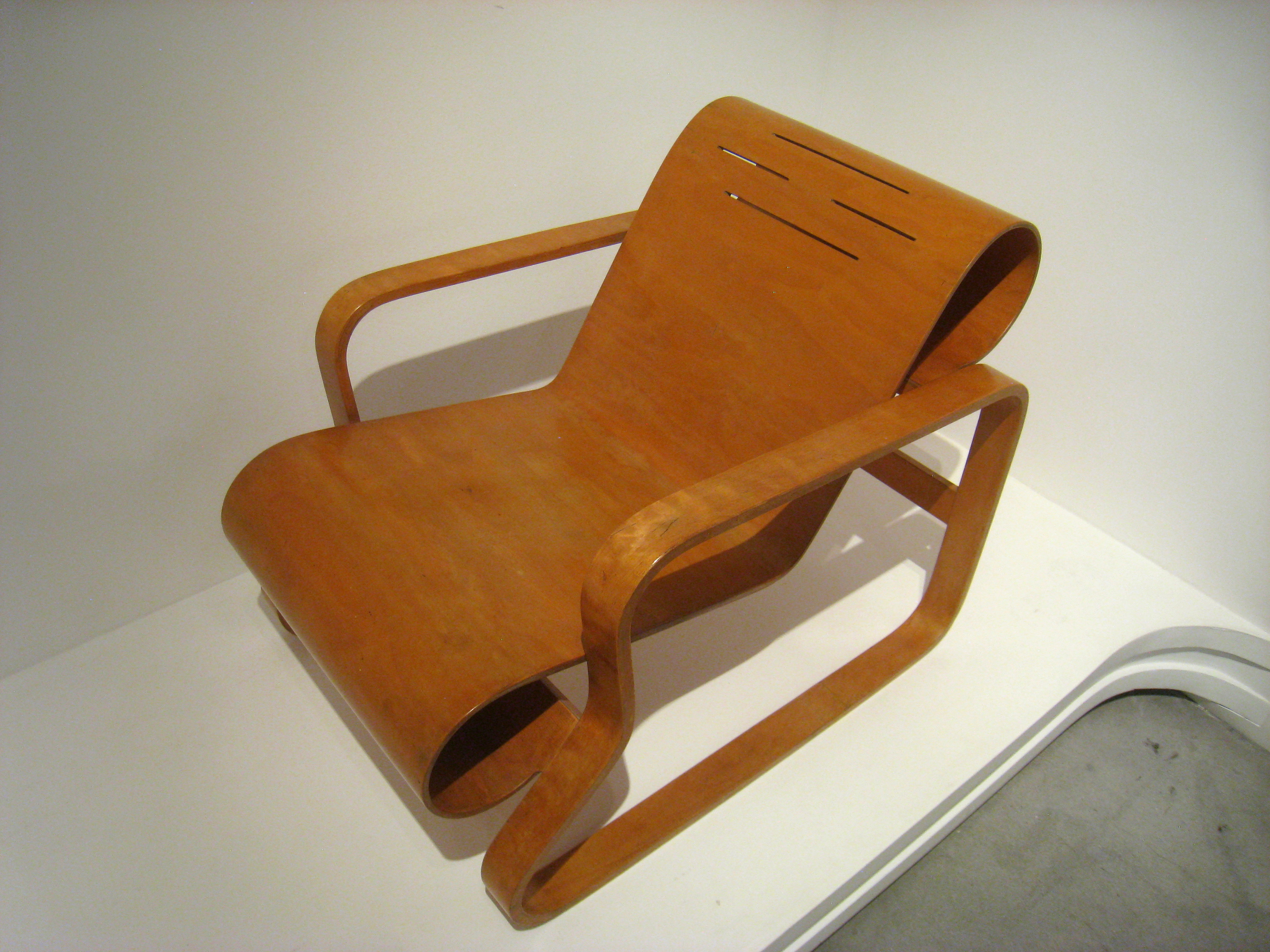
křeslo Paimio
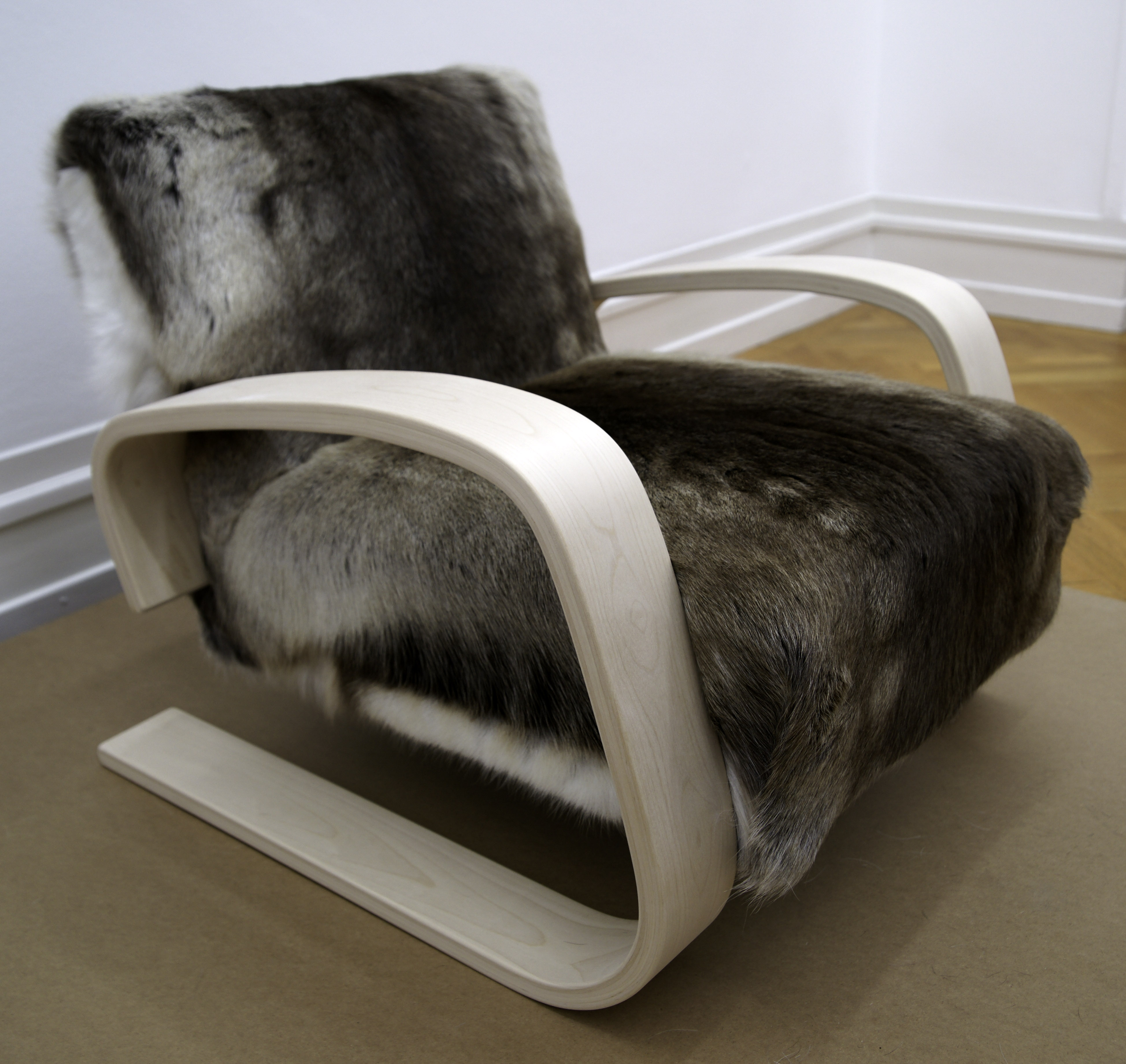
křeslo Armchair 400 – Tank
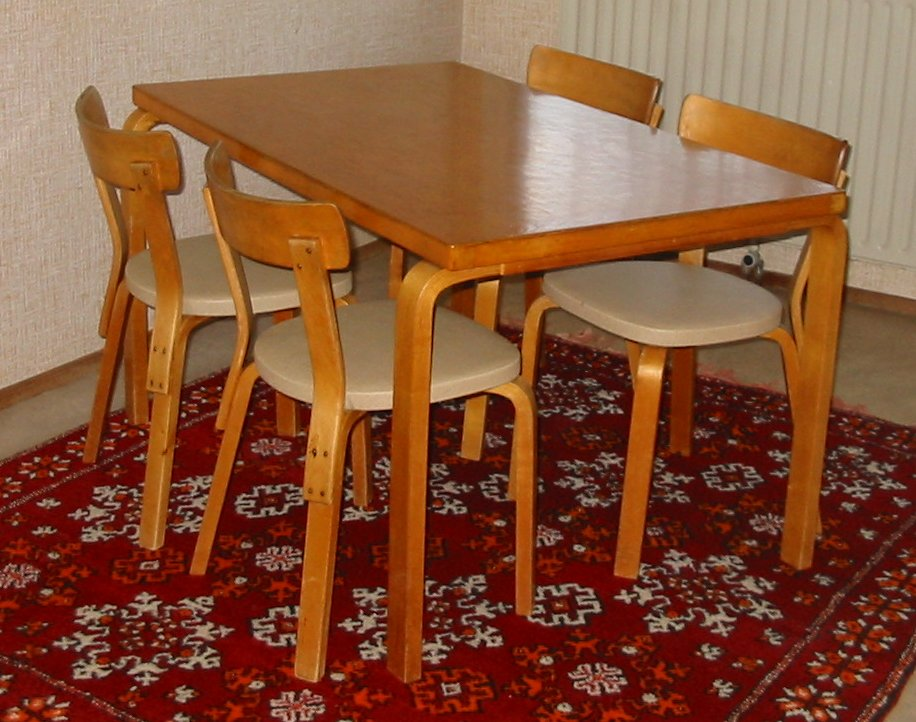
stůl a židle
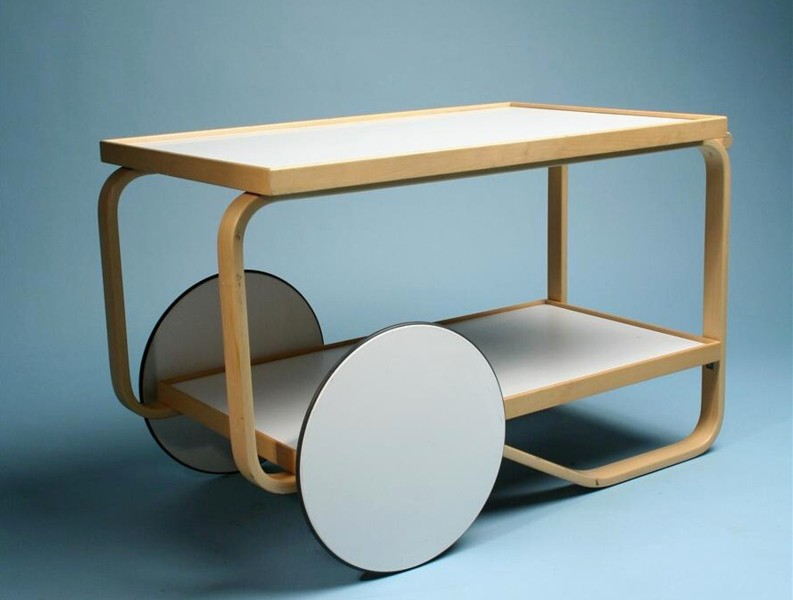
servírovací stolek
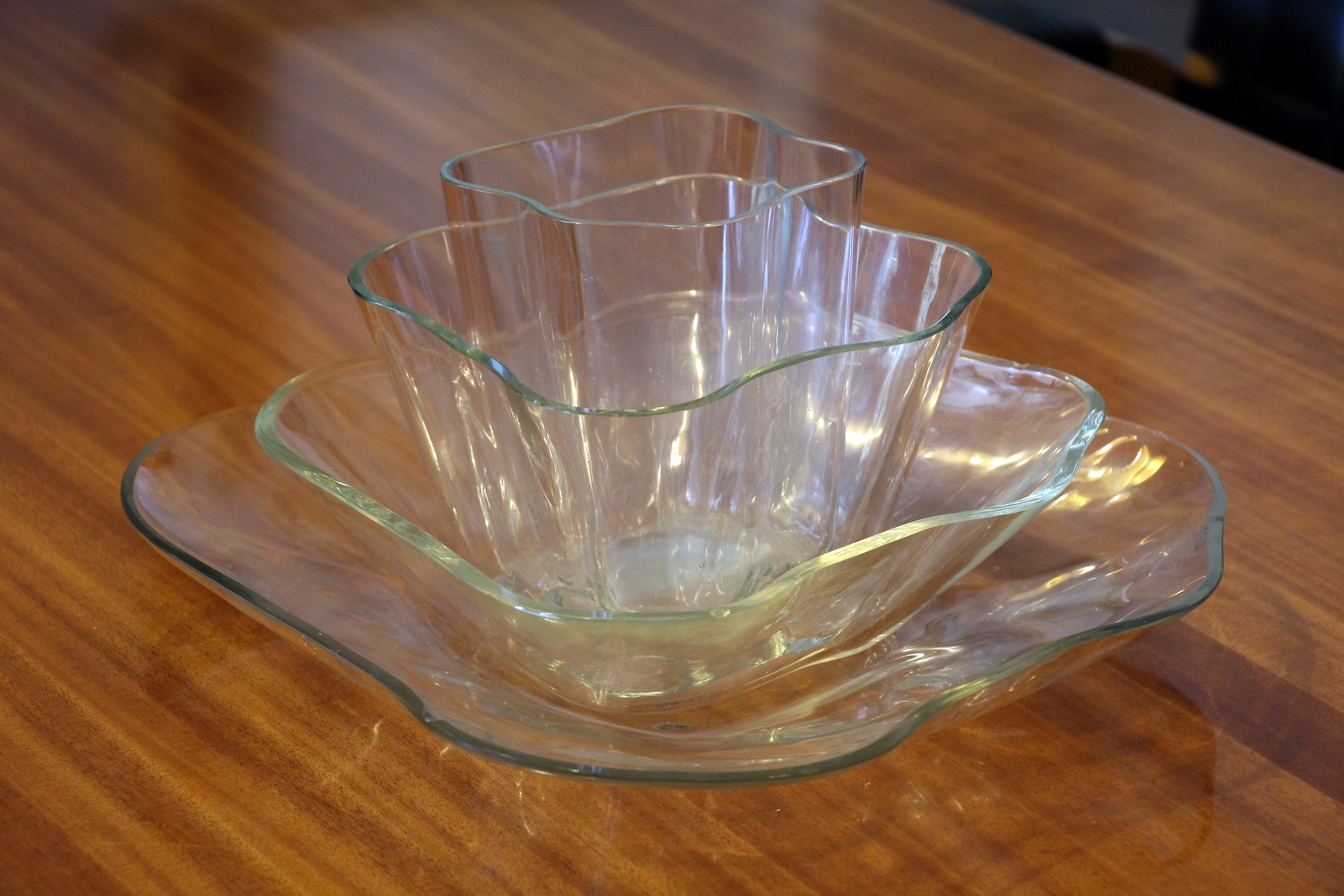
skleněná souprava  v Maison Louis Carré